# Ruptura Tito-Stalin
La ruptura entre Tito y Stalin, ruptura yugoslavo-soviética o ruptura soviético-yugoslava fue un conflicto político-ideológico que tuvo lugar dentro del movimiento comunista, entre quienes fuesen los líderes máximos de Yugoslavia y la Unión Soviética, Josip Tito Broz y Iósif Stalin respectivamente, la cual terminó con la expulsión en 1948 de Yugoslavia de la "Oficina de Información Comunista" (más conocida como Kominform) y del Bloque del Este.
Inicialmente parecía que el enfrentamiento se debía a la «deslealtad ideológica» de Yugoslavia hacia la Unión Soviética en particular y hacia la ortodoxia marxista-leninista en general (esto debido a la interpretación heterodoxa del marxismo-leninismo que hizo Tito —la cual recibió el nombre de «titoísmo», el nombre de aquella corriente comunista disidente se debe a su creador, el mariscal Tito—, y que por tanto, se alejó de los postulados fundamentalistas que se imponían en la Kominform), o que tendría origen en el orgullo nacionalista de Tito que le impedía someterse sin crítica alguna a la voluntad de Stalin.
Pese a ello la mayor parte de la evidencia posterior sugeriría que la ruptura estaba más bien basada en el temor de la URSS a los planes expansionistas de Tito de unificar a Yugoslavia con Albania, con la Macedonia Griega y con Bulgaria, formando una extensa "Eslavia del Sur" (lo cual es precisamente la traducción literal de la palabra "Yugoslavia" en serbocroata), creando así un Estado eslavo bajo el liderazgo de Tito pero fuera del control de Stalin.

## Orígenes del enfrentamiento

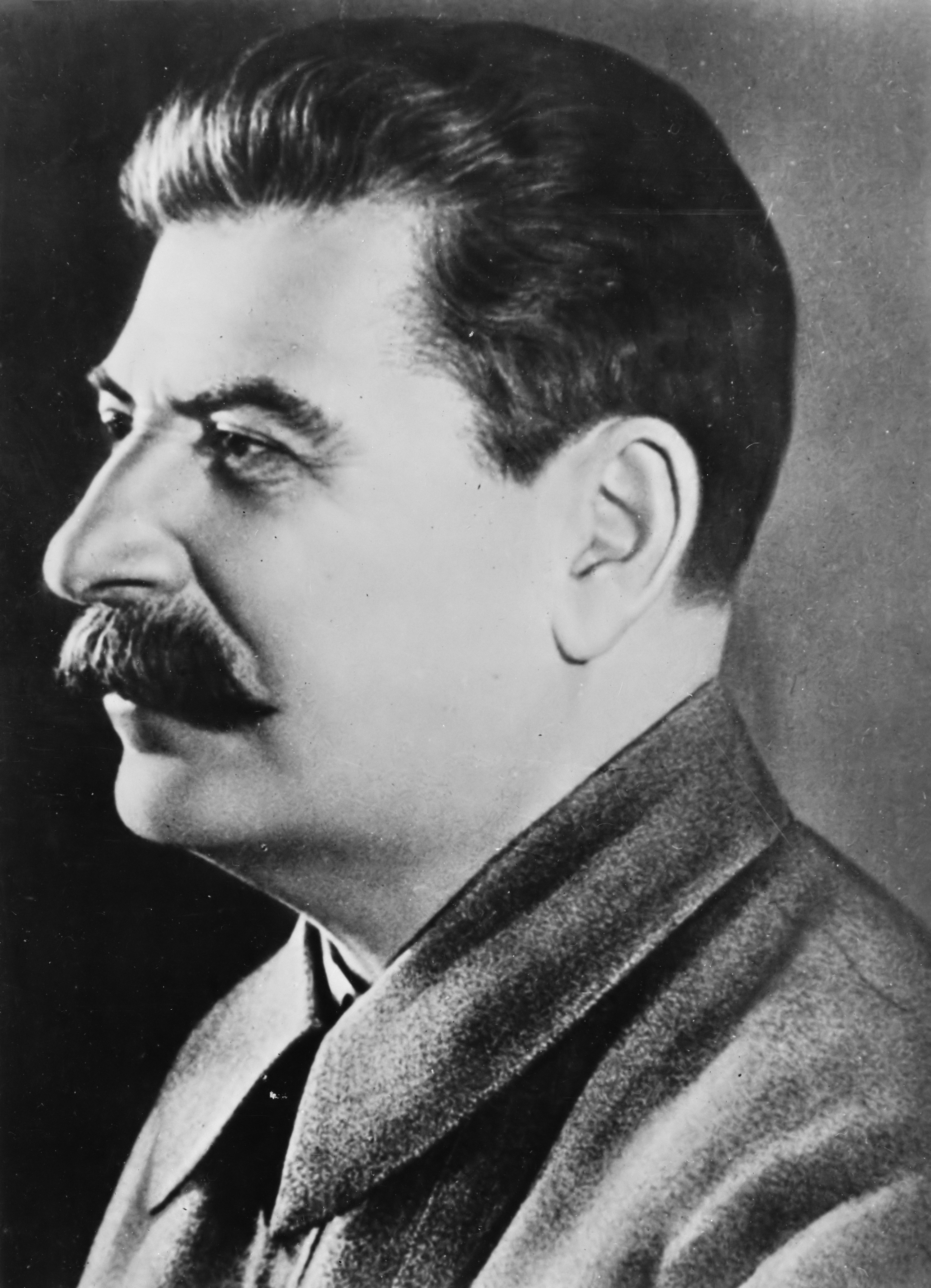
El entonces dirigente supremo soviético Iósif Stalin (1878-1953), secretario general del PCUS, en una fotografía del año 1942.

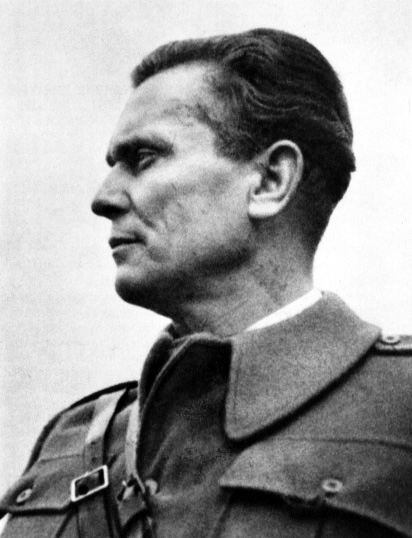
Tito en Bihać (1942).

A diferencia de los otros países de la Europa ocupada por los nazis, el territorio de Yugoslavia estaba en gran parte bajo el control de la resistencia local mucho antes que entrasen tropas foráneas para auxiliarlos. Así, los partisanos de Tito controlaban en el verano de 1944 amplias áreas rurales en Bosnia, Herzegovina, Serbia, Macedonia y Dalmacia, dominando incluso centros poblados de importancia como Jajce y Bihać. Cuando en septiembre de 1944 los partisanos recibieron la primera oleada de tropas extranjeras para auxiliarlos -en este caso, del Ejército Rojo- hacía meses que ellos mismos habían expulsado a la Wehrmacht alemana de muchas regiones. De hecho, el esfuerzo bélico soviético se limitó a ayudar a los partisanos yugoslavos en la ofensiva para la captura de Belgrado (septiembre-octubre de 1944), y ante el alto grado de organización de los partisanos de Tito se hizo innecesario al Ejército Rojo establecer un régimen de ocupación militar en Yugoslavia.
El hecho de que los partisanos yugoslavos dependiesen muy poco de la ayuda externa para expulsar a los alemanes fortaleció el papel de líder del mariscal Josip Broz Tito en la liberación de Yugoslavia no sólo dentro de su propio partido y entre el pueblo yugoslavo en general, sino que fue una de las principales causas ―si no la principal― que motivó la insistencia de Tito para exigir mayor libertad de acción para su país. En cambio, los otros líderes comunistas de Europa Oriental habían dependido de las ofensivas del Ejército Rojo para expulsar a los nazis de sus respectivos países y por tanto debieron admitir una ocupación militar soviética como garantía de su poder político.
Además, aunque Tito seguía siendo formalmente un aliado de Stalin después de finalizada la Segunda Guerra Mundial, ya para 1945 los soviéticos habían armado una red de espionaje dentro del propio Partido Comunista de Yugoslavia (PCY), lo que daba pie a enfrentamientos adicionales en caso de ser descubierta.
Por otro lado, inmediatamente después de haber finalizado la Segunda Guerra Mundial tuvieron lugar algunos incidentes armados entre Yugoslavia y los Aliados occidentales. Después de la guerra, Yugoslavia logró anexar los territorios italianos de Istria, así como también las ciudades de Zadar y Rijeka, que habían sido retenidos por Italia durante la década de 1920 después de la caída del Imperio Austrohúngaro con mayoría de población italiana. Los líderes yugoslavos estaban intentando incorporar el fronterizo Territorio libre de Trieste a su propio país, a lo que se oponían los occidentales. Esto llevó a varios incidentes armados, en particular el ataque de cazas yugoslavos sobre aeronaves de carga estadounidenses, lo que naturalmente causó agrias críticas desde Occidente. Entre 1945 y 1948 fueron derribados por lo menos cuatro aviones estadounidenses.
Stalin se oponía a esas provocaciones a Occidente, máxime teniendo en cuenta la brutal sangría demográfica de unos 20 millones de muertos que había significado para la URSS la «Gran Guerra Patria» (nombre ruso del Frente Oriental de la Segunda Guerra Mundial). Como consecuencia, a pesar de no haber desmovilizado sus tropas, los soviéticos no estaban ni listos ni dispuestos a enfrentarse en una guerra abierta contra Occidente, más todavía cuando para Stalin los Balcanes eran un escenario secundario comparado con las zonas de ocupación de Alemania.
Además, Tito apoyaba abiertamente a las milicias del Partido Comunista de Grecia durante la guerra civil griega, mientras que el propio Stalin prefirió mantener una prudente distancia considerando que Reino Unido y Estados Unidos intervendrían militarmente para sostener al régimen monárquico griego, al punto que en la Conferencia de Yalta el propio Stalin ofreció al primer ministro británico Winston Churchill respetar la influencia occidental en el territorio helénico y no intervenir allí.

## El primer Kominform
No obstante, Occidente seguía en gran medida viendo a ambos países como aliados muy cercanos. Esto fue evidente durante la primera reunión del Kominform que tuvo lugar en 1947, en la que los representantes yugoslavos fueron los críticos más estridentes ante la falta de compromiso ideológico, según ellos, de algunos partidos comunistas nacionales, específicamente los entonces poderosos partidos comunistas de Italia y Francia (los cuales habían realizado alianzas con otras agrupaciones políticas).
Básicamente los enviados yugoslavos estaban rebatiendo las posturas soviéticas a favor de crear «frentes populares» izquierdistas en esos países, insistiendo que tales conductas amenazaban con disminuir la fuerza de los partidos comunistas afectados. Aunque la oficina central del Kominform aún se encontraba en Belgrado, no todo andaba bien entre ambos países, debido a ciertas disputas bilaterales aún no resueltas.

## Viaje de Tito a Moscú
La fricción creciente que llevó a la ruptura final tuvo varias causas, algunas de las cuales estaban relacionadas con el enfoque de liderazgo regional «balcánico» que tenía Tito y su negativa a subordinarse a la Unión Soviética como la autoridad comunista suprema, definitiva e inapelable. Respecto de la economía, los yugoslavos eran de la idea de que las grandes fábricas o conglomerados industriales o las granjas colectivas koljós que favorecía el régimen soviético no serían muy efectivos en su mucho más pequeño y menos poblado país.
Además, el inconsulto despliegue de tropas yugoslavas en Albania por parte de Tito para prevenir que el conflicto civil interno de Grecia se extendiese a los países vecinos (entre ellos, la propia Yugoslavia) enojó en gran medida a Stalin. Al líder soviético tampoco le gustaba del todo la finalmente fracasada idea de Tito de fusionar a Yugoslavia y a Bulgaria en un solo Estado (finalmente creando una auténtica «federación de los eslavos del sur», como sugería el nombre de su propio país). Se trataba de una idea con la que Stalin, por lo menos en teoría, estaba de acuerdo pero que también ― para su disgusto ― el dirigente yugoslavo estaba intentando realizar sin consultarlo previamente, además de ser muy evidente para la URSS que Tito buscaba el liderazgo sobre toda esta "Eslavia del Sur" desplazando a los comunistas de Bulgaria.
El líder soviético citó a Moscú a dos funcionarios yugoslavos, Milovan Đilas y Edvard Kardelj, para discutir acerca de esos asuntos. Como resultado de esas conversaciones, Đilas y Kardelj se convencieron de que las relaciones bilaterales yugoslavo-soviéticas ya habían alcanzado un impasse, un punto de no retorno.

## Intercambio de cartas
Entre el viaje a Moscú y la segunda reunión del Kominform, el Partido Comunista de la Unión Soviética (PCUS) y su contraparte yugoslava (el PCY) intercambiaron una serie de cartas en las que detallaban sus crecientes diferencias y acusaciones mutuas. La primera carta del PCUS, fechada el 27 de marzo de 1948, acusaba a los yugoslavos de haber "denigrado al socialismo soviético", a través de declaraciones como que «el socialismo en la Unión Soviética había dejado de ser revolucionario». También alegaba que el PCY «no era lo suficientemente democrático» al aliarse con izquierdistas no comunistas, y que no estaba actuando como la vanguardia del proletariado yugoslavo que supuestamente era, y que debía construir el socialismo en el país. Los soviéticos agregaron que «no podían considerar a esa organización comunista ser [efectivamente] marxista-leninista, ni bolchevique».
La respuesta del PCY no se hizo esperar, y en su misiva del 13 de abril negó fuertemente las acusaciones soviéticas, defendiendo la naturaleza auténticamente revolucionaria del PCUS y reafirmando su alta opinión acerca de la URSS. No obstante, el PCY dejó entrever su veta nacionalista al mencionar que «no importa cuánto cada uno de nosotros ame a la tierra del socialismo, la URSS, en ningún caso puede amar menos a su propio país», lo cual era un amago de nacionalismo impensable en tiempos de la Internacional Comunista.
La respuesta soviética del 4 de mayo advirtió al PCY por su aparente falta de capacidad en reconocer y enmendar sus propios errores, a la vez que acusó al partido yugoslavo de ser «demasiado orgulloso» respecto de sus éxitos contra la Alemania nazi, asegurando que el Ejército Rojo los había «salvado de la destrucción», una afirmación harto improbable, debido a que los partisanos de Tito habían logrado arrebatar grandes zonas de Yugoslavia a las fuerzas del Eje durante cuatro años, mucho antes de la tardía aparición de las tropas soviéticas en Yugoslavia. La respuesta del PCY del 17 de mayo fue una reacción dura ante los intentos soviéticos de "minimizar" al movimiento de resistencia yugoslavo, a la vez que sugirió que los problemas bilaterales debían ser resueltos durante la próxima reunión del Kominform, que debía tener lugar en junio de ese mismo año de 1948.

## El segundo Kominform
Tito ni siquiera concurrió a la segunda reunión del Kominform, temiendo que era posible que Yugoslavia fuese abiertamente atacada militarmente por tropas soviéticas estacionadas en Hungría o Rumanía. El 28 de junio, los otros países miembros ― bajo presión soviética ― decidieron expulsar a Yugoslavia del seno de la organización, citando a los «elementos nacionalistas» que habían «logrado en el curso de los últimos cinco o seis meses alcanzar una posición dominante dentro del liderazgo» del PCY.
La resolución, asimismo, alertaba a los yugoslavos que «estaban en la ruta de regreso hacia el capitalismo burgués debido a sus posiciones nacionalistas e independentistas», lo cual terminaba de ser una reprimenda en toda regla dirigida por el PCUS contra el PCY.

## Resultado
La expulsión de Yugoslavia efectivamente contribuyó a aislar a ese país de la comunidad internacional de Estados socialistas y de sus eventuales asociaciones posteriores, como el Consejo de Ayuda Mutua Económica (CAME) y el Pacto de Varsovia. Luego de haberse tomado dicha medida, Tito naturalmente criticó y condenó a quienes apoyaron esa resolución, a los que despectivamente comenzó a denominar «cominformistas»[cita requerida]. Varios de ellos fueron enviados a un campo de trabajos forzados de Gorli Otok, prisiones de duro régimen carcelario aunque menos riguroso que el del Gulag estalinista.[cita requerida]
Entre 1948 y 1952, la Unión Soviética alentó a algunos de sus aliados a que se rearmasen, en particular Hungría, ya que ésta eran vista como una fuerza primordial ante un hipotética guerra contra la rebelde y heterodoxamente comunista Yugoslavia. Respecto a ello, el sucesor de Stalin, Nikita Jrushchov, más tarde comentaría que «Tito era el siguiente en la lista de Stalin, después de la guerra de Corea».
Los otros Estados socialistas de Europa Oriental seguidamente ejecutaron purgas de supuestos y eventuales individuos "titoístas" en sus propias filas como es el caso del Juicio Slánský o Proceso de Praga en 1952 en Checoslovaquia.
Con el paso de los años, el término titoísmo pasaría a identificar la posición de aquellos países que, sin renunciar al marxismo, pretendiesen llevar una senda socialista de carácter nacional, diferente a la de la propia Unión Soviética. Mientras que eso fue relativamente permitido y tolerado por los soviéticos durante los años inmediatamente posteriores a la finalización de la Segunda Guerra Mundial, la peligrosa fractura hizo que la URSS alentase decididamente a los otros países detrás del Telón de Acero a que tomasen duras medidas para evitar que el «revisionismo» o el «desviacionismo» titoísta se difundiese a otras naciones del Bloque del Este.
Luego de la muerte de Stalin el 5 de marzo de 1953 se produjo un período de paulatina desestalinización dentro de la Unión Soviética, que culminó con la lectura del célebre discurso secreto pronunciado por Nikita Jrushchov del 25 de febrero de 1956. En ese nuevo ambiente, la URSS y Yugoslavia hicieron las paces y restablecieron sus relaciones diplomáticas y comerciales, esta última fue readmitida dentro de la «fraternidad» o «hermandad» de Estados socialistas. Sin embargo, los varios años de desconfianza mutua habían causado su daño, por lo que las relaciones entre ambos países nunca pudieron ser completamente restablecidas al nivel previo a 1948.
Aún dentro del campo socialista, Yugoslavia continuaría con su curso de acción independiente dentro de la política internacional, apostando a la neutralidad en el enfrentamiento ideológico global entre la Unión Soviética y los Estados Unidos. Por lo tanto, el Ejército Popular Yugoslavo (JNA) mantenía dos planes de defensa diferenciados, uno contra un hipotético ataque de los países englobados en la alianza militar occidental de la OTAN y el otro concebido para hacer frente a una eventual invasión soviética, disimulada o no a través de los otros miembros del Pacto de Varsovia. Además, Tito aprovechó su alejamiento de la URSS para obtener ayuda estadounidense por medio del Plan Marshall, así como para incorporarse decididamente de lleno en el Movimiento de Países No Alineados, de los que la Yugoslavia de Tito llegaría a ser una fuerza bastante importante y una voz escuchada.
El evento no solo fue significativo no sólo para Yugoslavia y Tito, sino también para el socialismo marxista como un todo a nivel mundial, ya que se trató de la primera gran fractura dentro del hasta entonces aparentemente monolítico Bloque Oriental y en la década de 1960 el ejemplo yugoslavo serviría para justificar la búsqueda de "rutas nacionales al socialismo" por parte de líderes comunistas como János Kádár en Hungría o Władysław Gomułka en Polonia, aunque - a diferencia de Tito - considerando a la URSS como "autoridad máxima".
Años más tarde, a principios de la década de 1960, se produciría la más importante o trascendental fractura dentro del mundo comunista, con el cisma ideológico sino-soviético, el cual sería posteriormente aprovechado por la estrategia geopolítica de los Estados Unidos durante la Guerra Fría, como en el caso del «juego a dos puntas» del presidente Richard Nixon, al visitar casi seguidamente Moscú y Pekín en 1972. Esas notables rupturas evidentemente dieron por tierra con la supuesta inquebrantable unidad comunista que había declamado previamente el Kominform.